# Арчеулі
Арчеулі (груз. არჩეული) — село в Грузії.
За даними перепису населення 2014 року в селі проживає 352 осіб.